# Lungulețu
Lungulețu là một xã thuộc hạt Dâmbovița, România. Dân số thời điểm năm 2002 là 5787 người.